# Pribeljci
Pribeljci (cyr. Прибељци) – wieś w Bośni i Hercegowinie, w Republice Serbskiej, w gminie Šipovo. W 2013 roku liczyła 202 mieszkańców.